# لاري براون (مؤلف)
لاري براون (بالإنجليزية: Larry Brown)‏ (9 يوليو 1951، أكسفورد في الولايات المتحدة - 24 نوفمبر 2004، أكسفورد في الولايات المتحدة)؛ كاتب سيناريو وروائي أمريكي.

## روابط خارجية
- لاري براون على موقع IMDb (الإنجليزية)
- لاري براون على موقع أول موفي (الإنجليزية)
- لاري براون على موقع أول موفي (الإنجليزية)
- لاري براون على موقع إن إن دي بي (الإنجليزية)
- لاري براون على موقع قاعدة بيانات الفيلم (الإنجليزية)
- لاري براون على موقع كينوبويسك (الروسية)